# Oritavancina
La oritavancina, comercializada bajo la marca Orbactiv entre otras, es un antibiótico utilizado para tratar infecciones de la piel y de estructuras cutáneas como la celulitis y los abscesos cutáneos .   También es eficaz contra Staphylococcus aureus resistente a la meticilina (MRSA) .  Este medicamento se administra mediante inyección en una vena. 
Los efectos secundarios de este medicamento incluyen diarrea, náuseas, mareos, dolor de cabeza, picazón, fiebre y problemas hepáticos.  La seguridad de este medicamento durante el embarazo no está claro.  Es un glicopéptido específicamente un lipoglicopéptido y es similar a la vancomicina .  Funciona impidiendo que las bacterias produzcan su pared celular . 
Este medicamento fue aprobada para uso médico en los Estados Unidos en el 2014 y en Europa en el 2015.   En Estados Unidos, un tratamiento cuesta alrededor de 3.000 dólares estadounidenses.  Sin embargo, no está disponible comercialmente en el Reino Unido ni en Europa a partir de 2021. 